# Консумация на мощност
Консумацията на мощност в електротехниката се отнася за електрическата енергия време нужна на дадено устройство за нормалната му работа. Консумацията на мощност най-често е резултат от енергията използвана от устройство за изпълнение на определена функция плюс загубите на енергия във вид на топлина или светлина.
Консумацията на мощност най-често се мери в kWh (киловатчаса) от уреди наречени електромери. Измерва се реалната енергия използвана от електрическата мрежа.
При интегралните схеми консумираната мощност се увеличава с увеличаване на честотата на превключване. Това се дължи на токът на презареждане на паразитните капацитети.